# The Bitter End

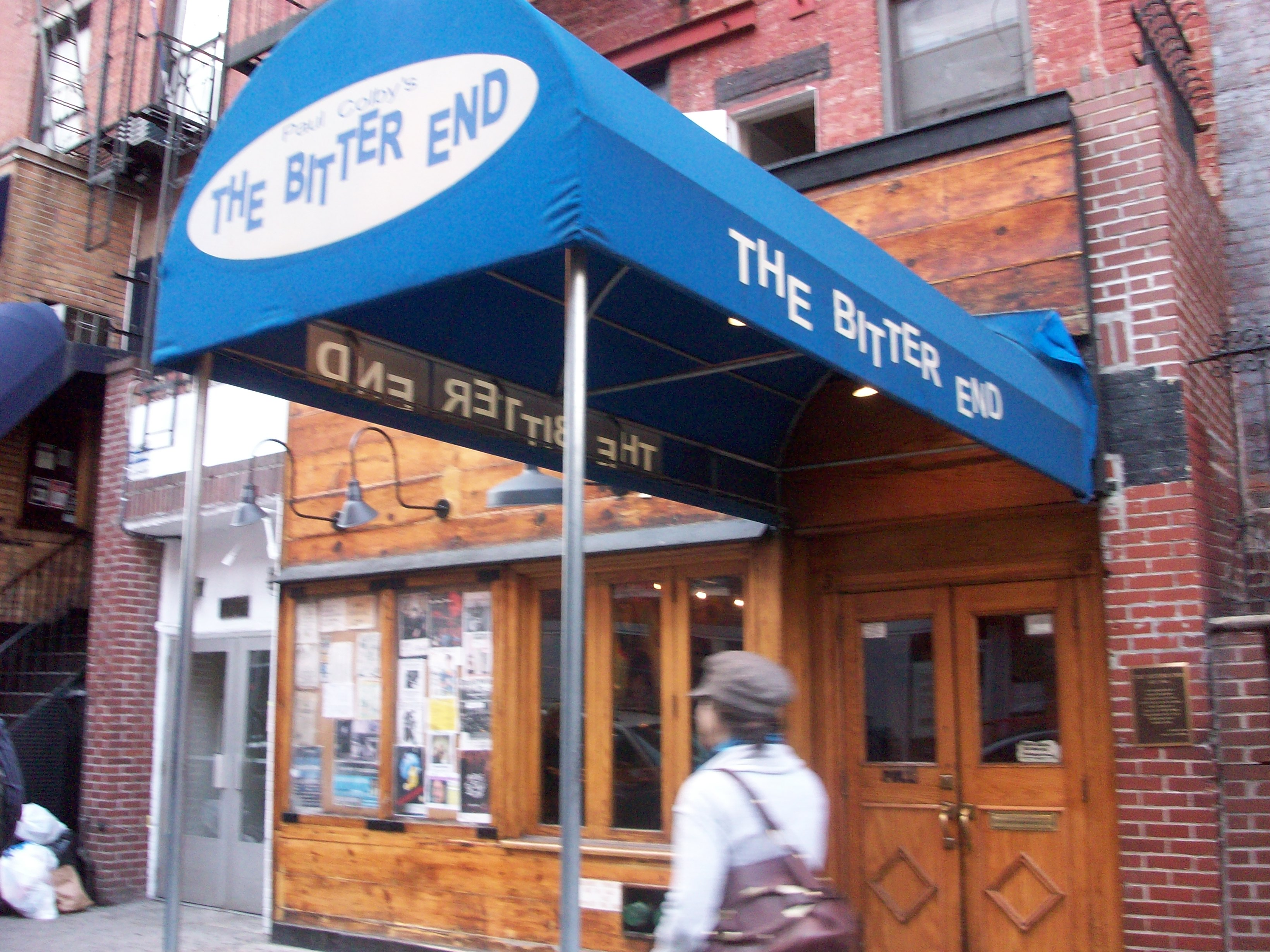
The Bitter End

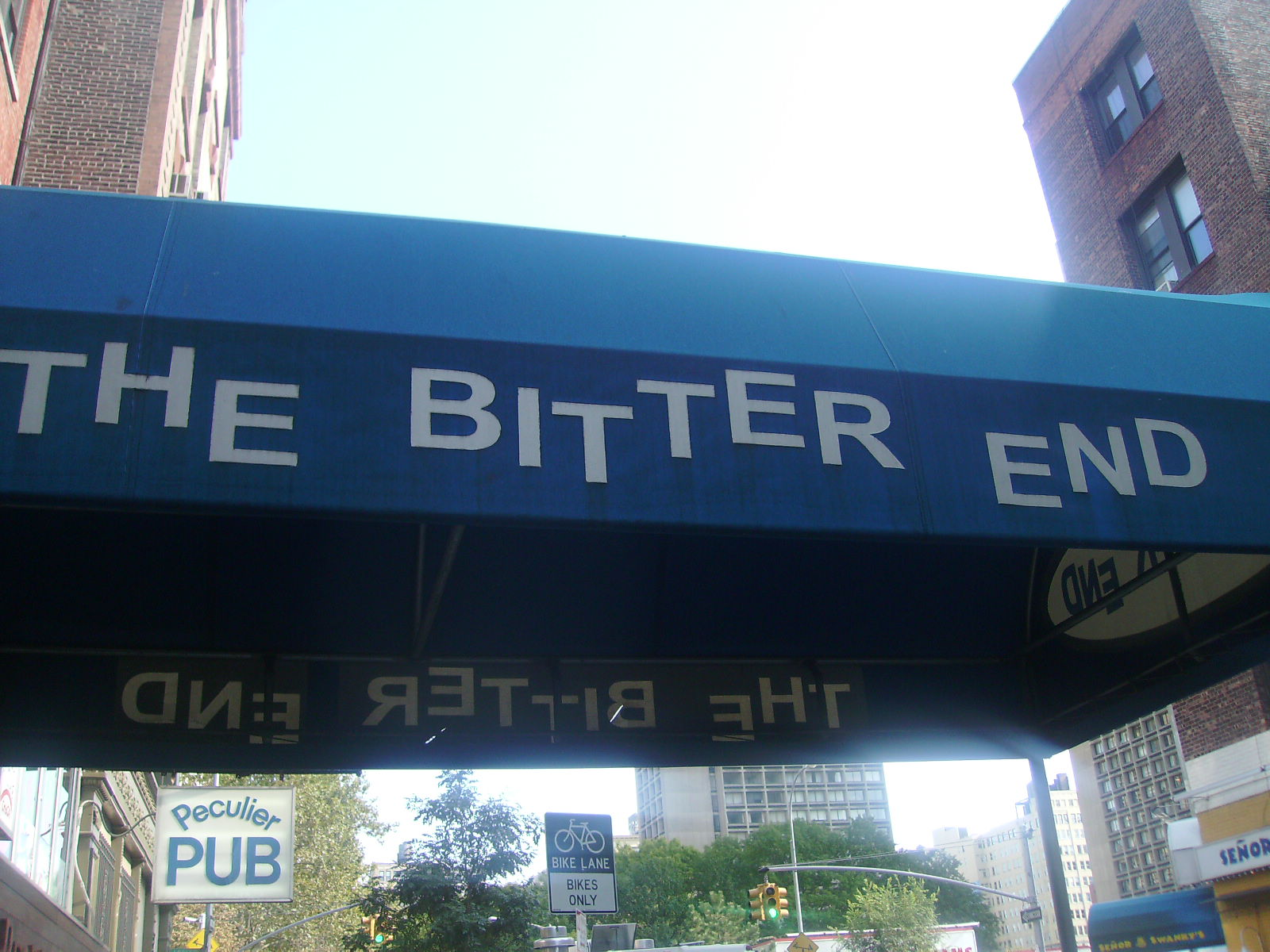
Markise

The Bitter End ist ein Nightclub in New York City im Manhattaner Stadtteil Greenwich Village, 147 Bleecker Street.
Er wurde 1961 von Fred Weintraub eröffnet. Anfang der 1960er Jahre fand in dem Club jeden Dienstag ein Open-Mic-Folkabend mit vielen Künstlern statt, die danach zur Legende wurden. In seiner Blütezeit war er Bühne für ein breites Spektrum talentierter und berühmter Musiker und Schauspieler.

## Aufnahme von Live-Alben
Livealben von Peter, Paul and Mary, Randy Newman, Curtis Mayfield, Donny Hathaway, Arlo Guthrie, Country Joe McDonald, Pete Seeger, Tom Paxton, The Isley Brothers, Tommy James & the Shondells, und anderen wurden im Bitter End aufgenommen.